# Hyphydrus scriptus
Hyphydrus scriptus är en skalbaggsart som först beskrevs av Fabricius 1798.  Hyphydrus scriptus ingår i släktet Hyphydrus och familjen dykare. Inga underarter finns listade i Catalogue of Life.